# Campionato boliviano di calcio
Il campionato di calcio boliviano si struttura su due livelli, ha come massima serie la Liga de Fútbol Profesional Boliviano (LFPB), la principale divisione calcistica della Bolivia.
Il secondo livello è composto dai tornei regionali, 9 distinti campionati (uno per ciascun dipartimento amministrativo) organizzati dalle rispettive associazioni locali. Le prime due classificate di ciascun campionato regionale si affrontano in un torneo ad eliminazione diretta (Copa Simón Bolívar), la squadra vincitrice viene promossa direttamente nella LFPB mentre la finalista perdente accede ad un doppio incontro di spareggio promozione/retrocessione con la penultima classificata del torneo di primo livello.

## Struttura
| Livello | Divisioni                                       | Divisioni                                       | Divisioni                                       | Divisioni                                       | Divisioni                                       | Divisioni                                       | Divisioni                                       | Divisioni                                       | Divisioni                                       |
| ------- | ----------------------------------------------- | ----------------------------------------------- | ----------------------------------------------- | ----------------------------------------------- | ----------------------------------------------- | ----------------------------------------------- | ----------------------------------------------- | ----------------------------------------------- | ----------------------------------------------- |
| 1       | Liga de Fútbol Profesional Boliviano 12 squadre | Liga de Fútbol Profesional Boliviano 12 squadre | Liga de Fútbol Profesional Boliviano 12 squadre | Liga de Fútbol Profesional Boliviano 12 squadre | Liga de Fútbol Profesional Boliviano 12 squadre | Liga de Fútbol Profesional Boliviano 12 squadre | Liga de Fútbol Profesional Boliviano 12 squadre | Liga de Fútbol Profesional Boliviano 12 squadre | Liga de Fútbol Profesional Boliviano 12 squadre |
| 2       | Liga Nacional B 13 squadre                      | Liga Nacional B 13 squadre                      | Liga Nacional B 13 squadre                      | Liga Nacional B 13 squadre                      | Liga Nacional B 13 squadre                      | Liga Nacional B 13 squadre                      | Liga Nacional B 13 squadre                      | Liga Nacional B 13 squadre                      | Liga Nacional B 13 squadre                      |
| 3       | Campionati dipartimentali boliviani di calcio   | Campionati dipartimentali boliviani di calcio   | Campionati dipartimentali boliviani di calcio   | Campionati dipartimentali boliviani di calcio   | Campionati dipartimentali boliviani di calcio   | Campionati dipartimentali boliviani di calcio   | Campionati dipartimentali boliviani di calcio   | Campionati dipartimentali boliviani di calcio   | Campionati dipartimentali boliviani di calcio   |
| 3       | ACHF (Chuquisaca) 8/12 squadre                  | AFC (Cochabamba) 8/12 squadre                   | AFLP (La Paz) 8/12 squadre                      | AFO (Oruro) 8/12 squadre                        | AFP (Potosí) 8/12 squadre                       | ACF (Santa Cruz) 8/12 squadre                   | ATF (Tarija) 8/12 squadre                       | AFB (Beni) 8/12 squadre                         | APF (Pando) 8/12 squadre                        |